# Walter Gondolf
Walter Gondolf (* 19. Juni 1912 in Düsseldorf; † 14. August 1989 in Lintorf bei Düsseldorf) war ein deutscher Bühnenbildner und Maler.

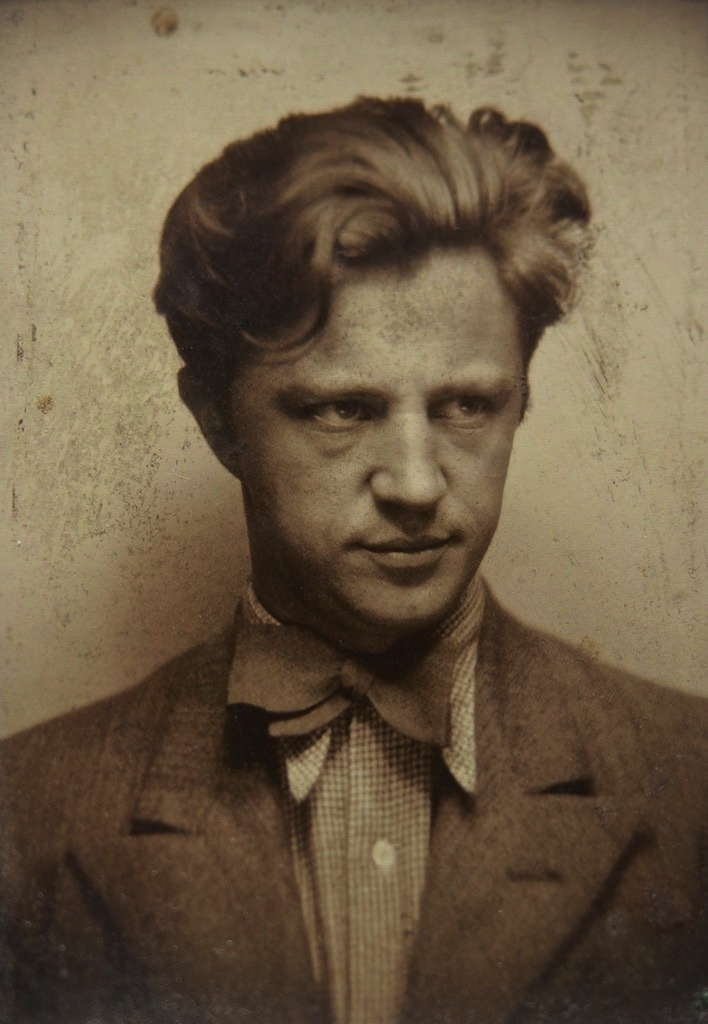
Walter Gondolf, 1930er Jahre
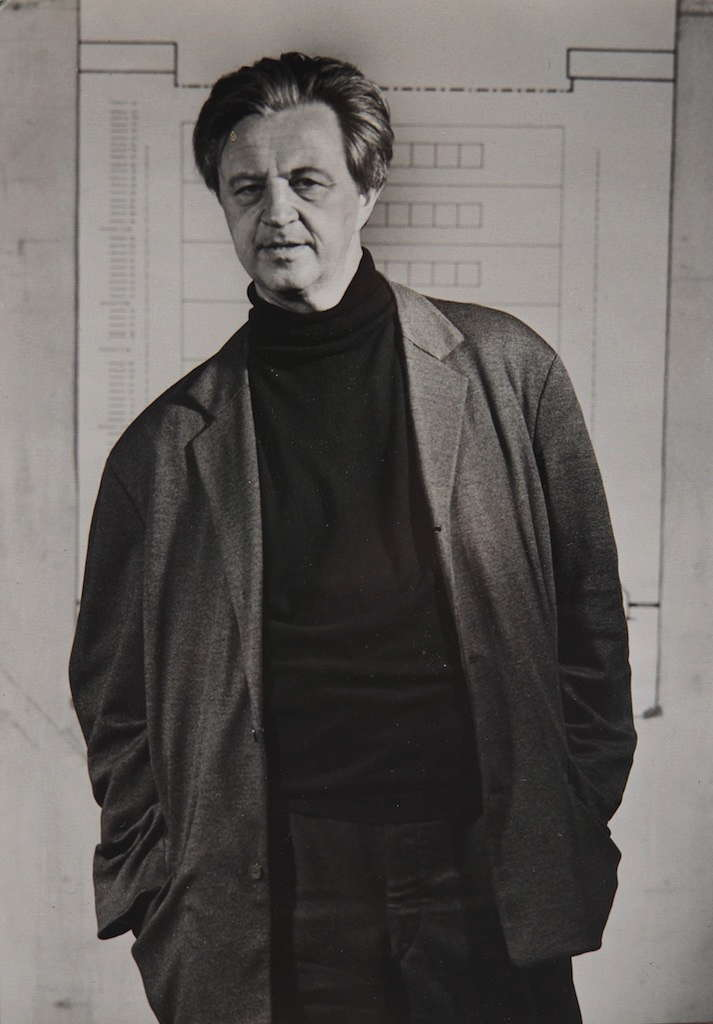
Walter Gondolf, 1960er Jahre
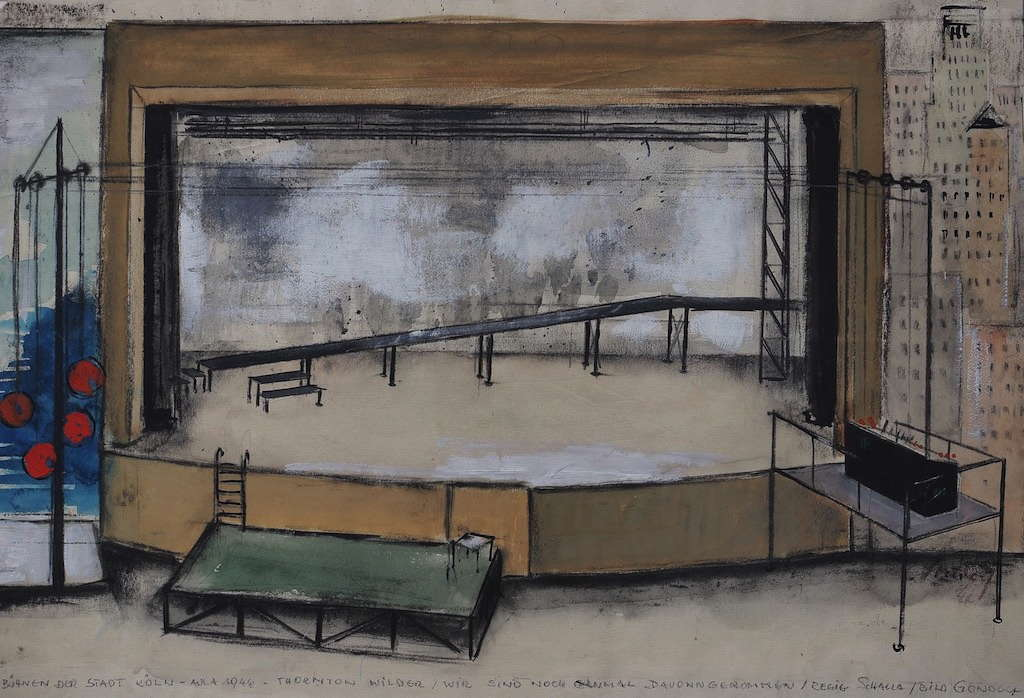
„Wir sind noch einmal davongekommen“, 1946
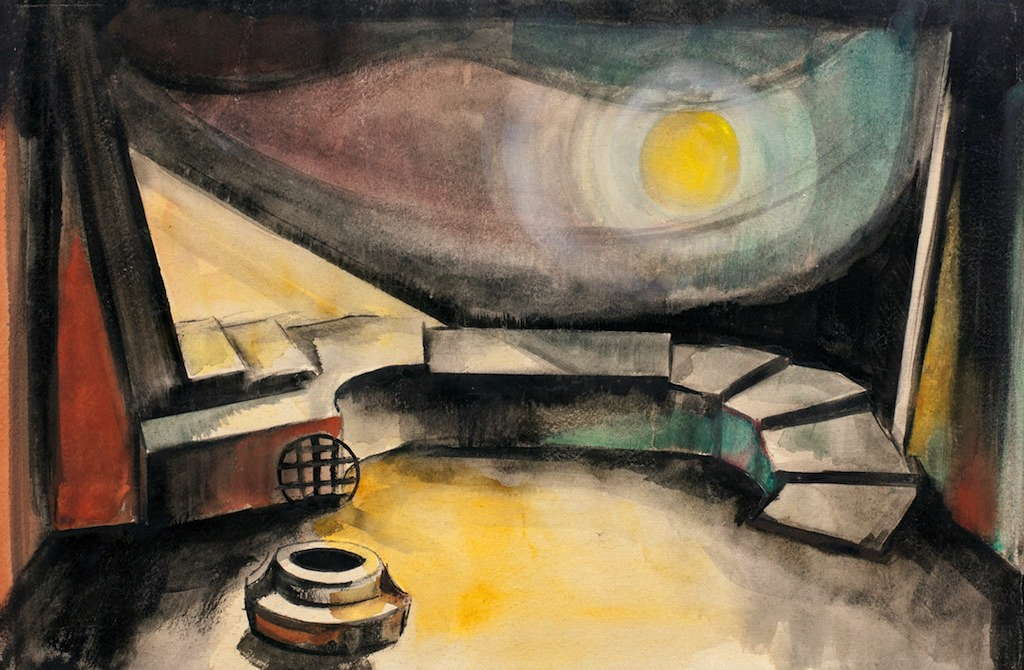
„Salome“, 1950
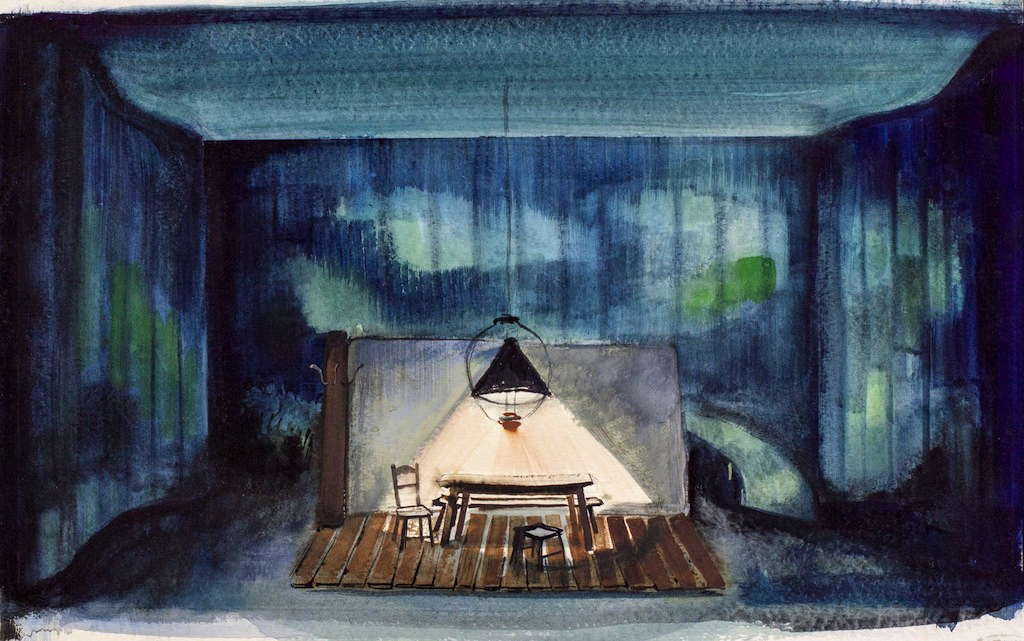
„Das schlaue Füchslein“, 1954
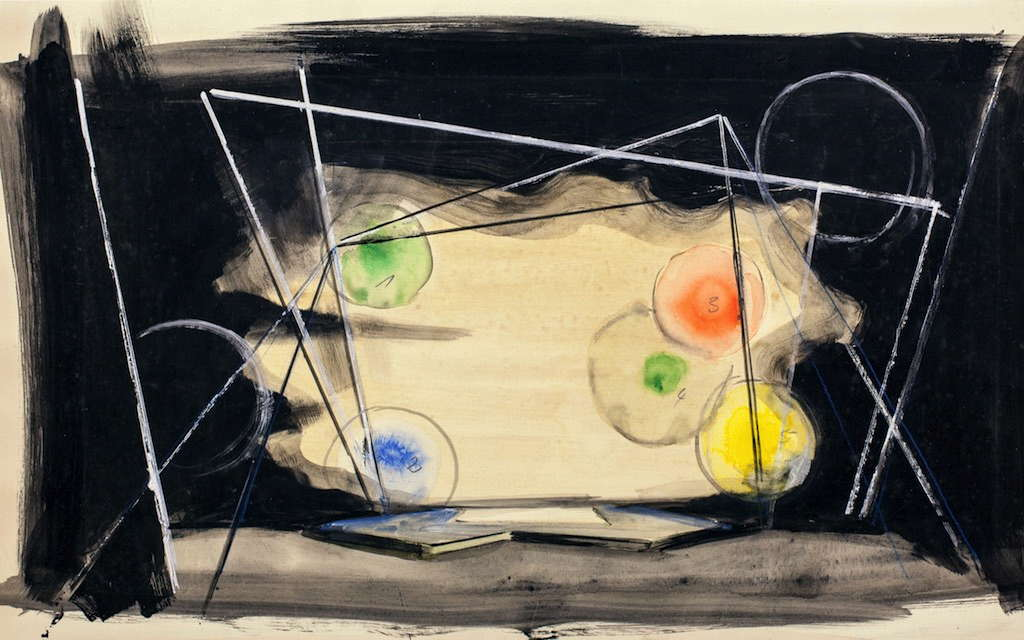
„Die glückliche Hand“, 1955
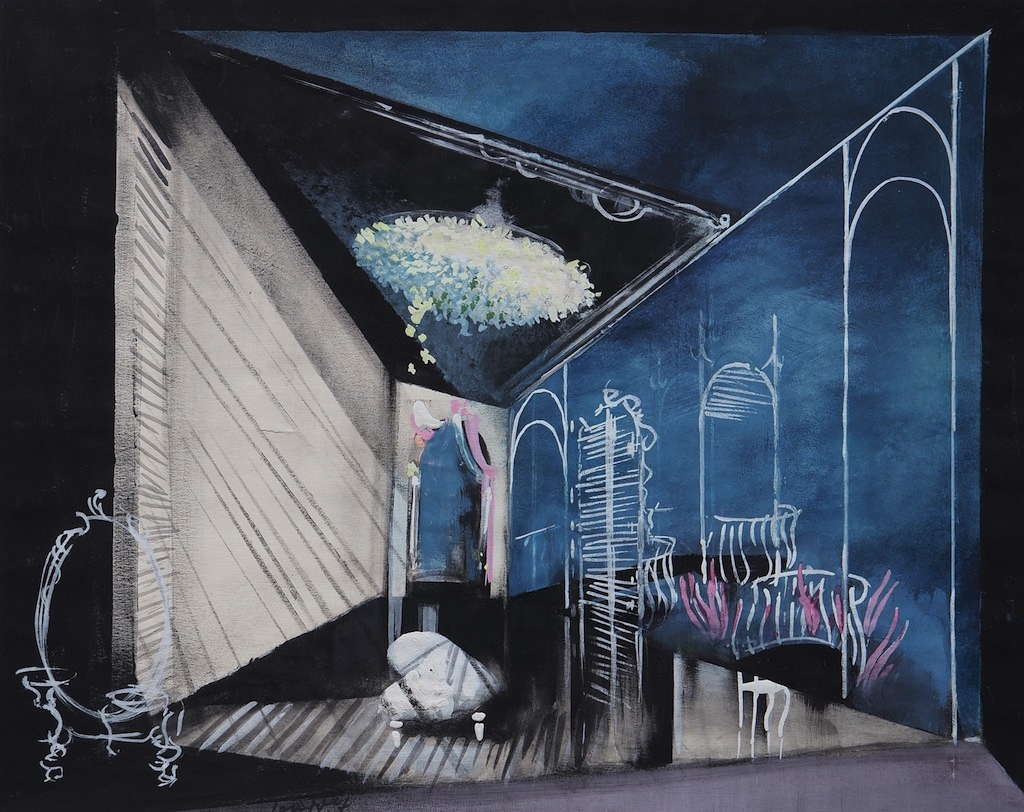
„Sobald fünf Jahre vergehen“, 1956
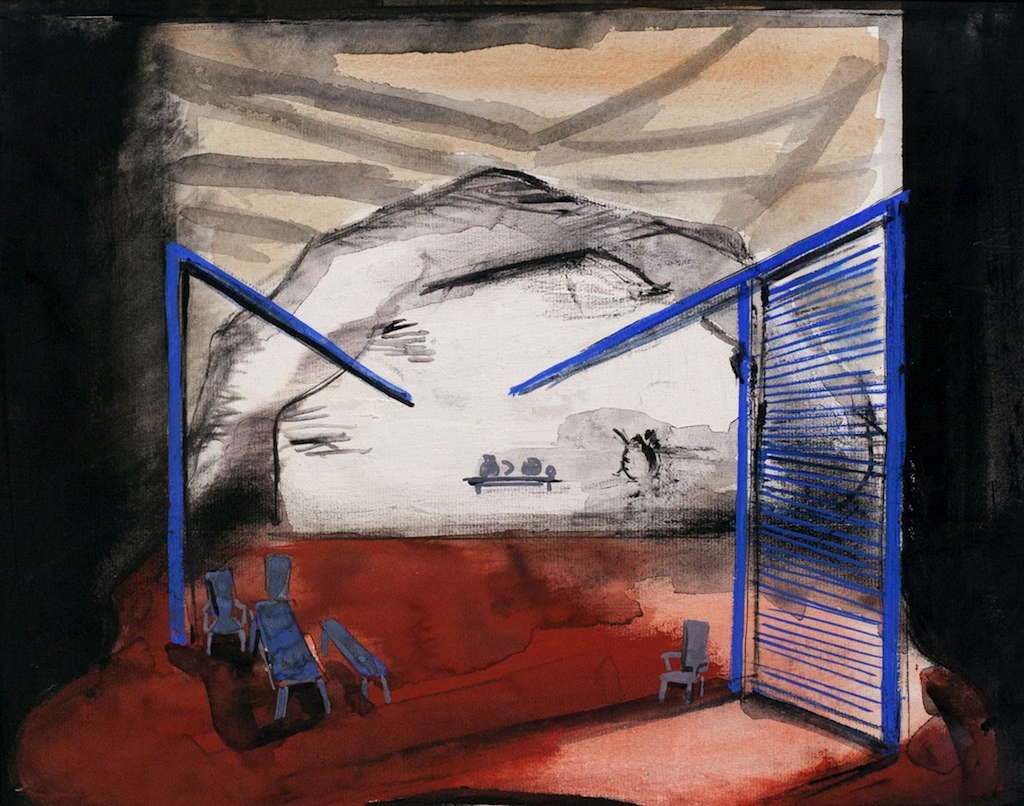
„Bluthochzeit“, 1957
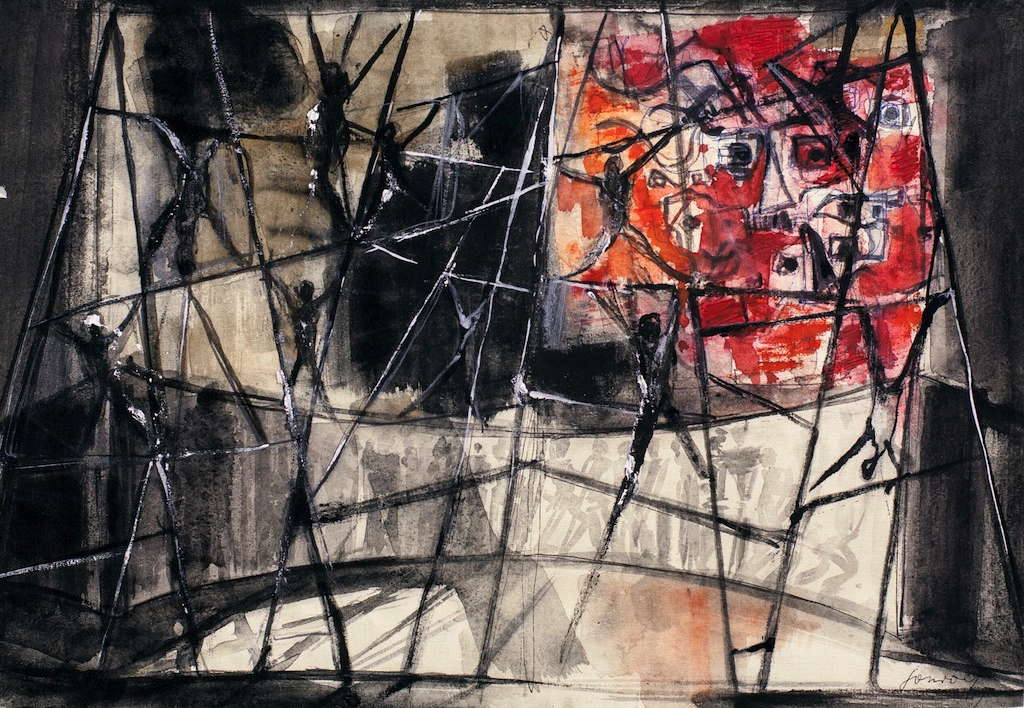
„Orpheus und Eurydike“, 1959
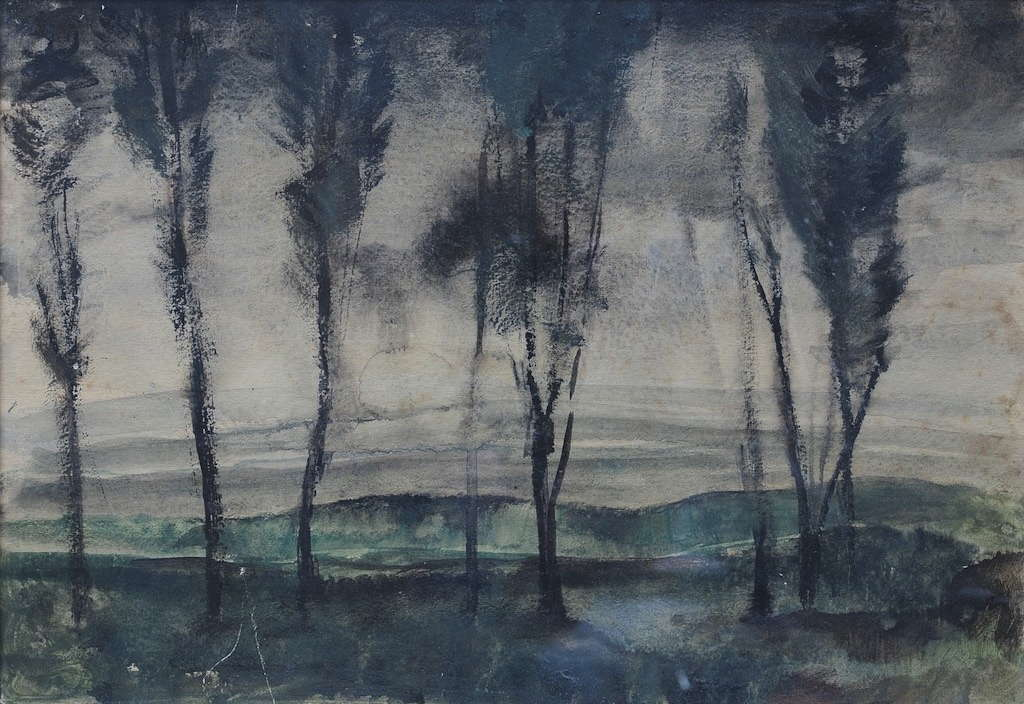
Landschaft, ohne Jahr
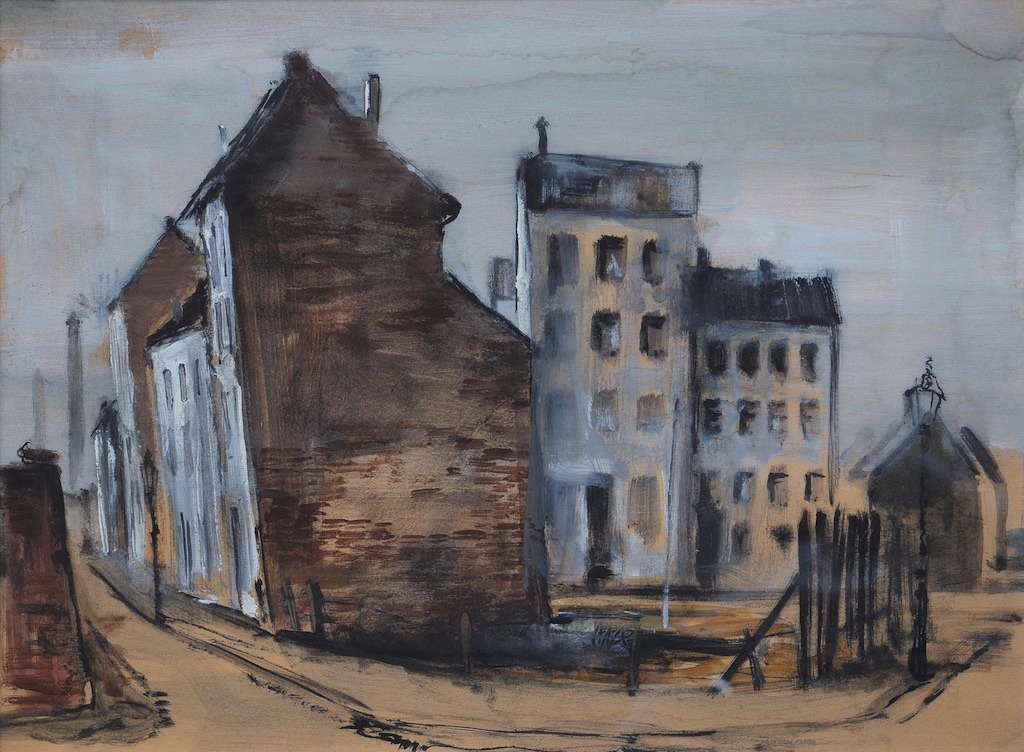
Stadtrand, ohne Jahr

## Leben und Werk
Nach einer abgebrochenen Konditorlehre wurde er Theatermaler. Von  1933 bis 1936 belegte Gondolf ein  Studium an der  Kunstakademie Düsseldorf  bei Walter von Wecus. 1937 erhielt er ein erstes Engagement in Neuss, danach in Hanau, Oberhausen und Fürth. Nach dem Krieg wurde er einer der gefragtesten Bühnenbildner der jungen Bundesrepublik, er arbeitete in Köln, Düsseldorf und Bochum,  u. a. mit den Regisseuren Gustaf Gründgens, Hans Schalla, Herbert Maisch, Erich Bormann und Hans Bauer. 1960 zog Walter Gondolf nach Hannover, Arbeitspartner dort waren unter anderen die Schauspielregisseure Peter Zadek, Kurt Ehrhardt und  Karl Paryla, die Opernregisseure Reinhard Lehmann, Vaclav Kaslik, Günther Roth, Steffen Tiggeler  und die Choreografin Yvonne Georgi. Als Gast arbeitete er in Berlin, Frankfurt, Stuttgart, Saarbrücken und Stockholm. Walter Gondolf hat in 40 Berufsjahren über 500 Inszenierungen ausgestattet, meist hat er auch die Kostüme entworfen.
Walter Gondolfs Bühnenräume sind  oft karg, funktional. Atmosphäre entsteht durch Licht, durch Projektionen und wenige plastische  Details.
Neben der Arbeit fürs Theater arbeitete er als freier Maler. Die niederrheinische Landschaft und  Stadt(rand)ansichten sind häufige Motive. Später kamen abstrakte Arbeiten und Collagen dazu. Gegen Ende seines Lebens beschäftigte er sich auch mit  religiösen Themen. Für die Lintorfer St.-Johannis-Kirche hat er einen Kreuzweg gestaltet.
Walter Gondolf war Ehrenmitglied der Bühnen der Stadt Köln.
Über 180 Entwürfe Walter Gondolfs liegen in den theaterwissenschaftlichen Sammlungen der Universität Köln, kleinere Bestände gibt es in den Theatermuseen von Düsseldorf und Hannover.

## Werkauswahl
- Köln 1946, Wilder „Wir sind noch einmal davon gekommen“, Regie: Hans Schalla
- Düsseldorf 1948, Tschechow „Die Möwe“, Regie: Gustaf Gründgens
- Köln 1950, Strauss „Salome“, Regie: Herbert Maisch
- Köln 1954, Janáček „Das schlaue Füchslein“
- Köln 1955, Schönberg „Die glückliche Hand“, Regie: Erich Bormann
- Köln 1956, Lorca „Sobald fünf Jahre vergehen“, Regie: Hans Bauer
- Köln 1957, Fortner „Die Bluthochzeit“, Uraufführung, Regie: Erich Bormann
- Köln 1958, Vauthier „Kapitän Bada“, Regie: Peter Zadek, Zadeks erste Regiearbeit in Deutschland
- Berlin 1959, Kálmán „Die Csárdásfürstin“, Regie: Wolf Völker, im Rahmen der Festwochen in der Deutschlandhalle
- Köln 1960, Gluck „Orpheus und Eurydike“ Regie: Erich Bormann
- Hannover 1960, Lorca „Dona Rosita bleibt ledig“, Regie: Hans Bauer
- Hannover 1962, Shakespeare „Cymbeline“, Regie: Peter Zadek
- Hannover 1964, Humperdinck „Hänsel und Gretel“, Regie: Steffen Tiggeler, diese Inszenierung ist bis heute (2015) auf dem Spielplan
- Bochum 1965, Shakespeare „Was ihr wollt“, Regie: Hans Schalla, eingeladen zum Berliner Theatertreffen
- Hannover 1967, Janáček „Katja Kabanowa“, Regie: Vaclav Kaslik
- Hannover 1973, Büchner „Dantons Tod“, Regie: Karl Paryla
- Stockholm 1974, Tschaikowsky „Pique Dame“, Regie: Vaclav Kaslik